# Жуан де Лишбоа
Жуан де Лишбоа (порт. João de Lisboa; 1470—1525) — португальский исследователь и мореплаватель.

## Биография
Известно, что он плавал в Индию вместе с Тристаном да Кунья в 1506 году и исследовал Рио-де-Ла-Плата и, возможно, залив Сан-Матиас примерно в 1511—1512 годах.
Жуан де Лишбоа участвовал в экспедиции, которую герцог Браганса совершил в Аземмур в 1513 году, и вернулся в Индию с флотом Диогу Лопиша ди Секейры в 1518 году. В 1525 году Жуан погиб во время плавания флота Филиппе де Кастро вдоль восточного побережья Африки в Индийском океане.
Бразильский историк Франсиско Адольфо де Варнгаген ошибочно заявил, что он был в кругосветном путешествии Фердинанда Магеллана.
Жуан де Лишбоа является автором сборника «Трактатов о мореходстве», датированного 1514 годом, который сохранился в более поздней копии, включенной в недатированный (ок. 1550?) португальский морской атлас.

## Путешествие 1511 года
Жуан де Лишбоа и Эштеван де Фруа открыли «мыс Санта-Мария» (порт. Punta Del Este) в Рио-де-ла-Плата, исследуя его устье (современные Уругвай и Аргентина) и путешествуя на юг до залива Сан-Матиас на 42º южной широты, проникая на 300 км «вокруг залива». Кристофер де Аро, финансист экспедиции вместе с Д. Нуну Мануэлем, является свидетелем новостей о «Белом короле» и «людях гор», империи инков и «серебряном топоре» (порт. rio do «machado de prata»), полученном от индейцев чарруа и предложенном королю Мануэлю I.

## Трактаты о мореходстве
Сборник трактатов о мореходстве состоит из «Краткого трактата о морском мастерстве» и «Трактата о морской игле, найденной Жуаном де Лишбоа в 1514 году».
В сборник добавлен атлас из 20 карт:

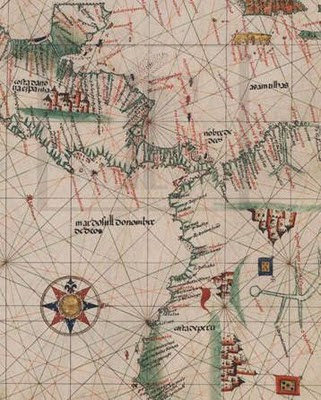
Португальские флаги на замках Перу. Карта, добавленная к сборнику «Трактатов о мореходстве».

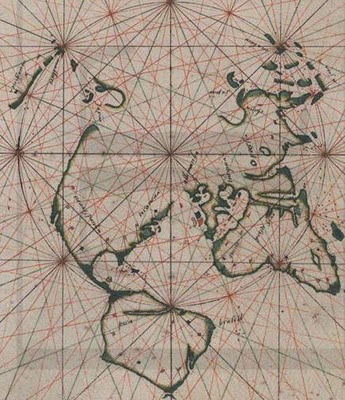
Карта мира из сборника «Трактатов о мореходстве».

- Карта 1: Ньюфаундленд, Азорские острова, Исландия, Англия, Лиссабон ;

- Карта 2: Центральная Америка, Антильские острова, северо-запад Южной Америки ;
- Карта 3: Антильское море, побережье Южной Америки от залива Маракайбо до Мараньяна ;
- Карта 4: побережье Южной Америки от Рио-де-Жанейро до Магелланового пролива с рекой Ла-Плата;
- Карта 5: побережье от Мараньяна до юга Бразилии;
- Карта 6: от северо-востока Бразилии до запада Африки ;
- Карта 7: Острова Южной Атлантики;
- Карта 8: Северная Атлантика, Земля Бакаллау (Ньюфаундленд), Исландия, Англия, Лиссабон ;
- Карта 9: Западная Европа
- Карта 10: Западная Африка и северо-восток Бразилии .
- Карта 11: Гвинейский залив ;
- Карта 12: Западная Африка ;
- Карта 13: Восточная Африка ;
- Карта 14: Юго-западные острова в Индийском океане ;
- Карта 15: Красное море и Персидский залив ;
- Карта 16: От побережья Персидского залива до Шри-Ланки ;
- Карта 17: Дальний Восток от Сиамского залива до Японии ;
- Карта 18: Бенгальский залив ;
- Карта 19: Инсулиндия;
- Карта 20: Глобус мира — радиальное изображение с центром на Северном полюсе ;

Книга хранится в Национальном архиве Португалии (Colecção Cartogràfica nº166), с дополнительной информацией о том, что карты сделаны из пергамента.
Карты, добавленные в Трактат, явно датируются после 1514 года. Например, он показывает Магелланов пролив или Японию (о которой португальцы сообщили лишь в 1543 году). Кроме того, положение некоторых португальских флагов не согласуется с историческими событиями; в частности, на одной из диаграмм португальские замки изображены на территории инков, о чём никогда не сообщалось ни в одном официальном документе. Исходя из присутствия Японии, Армандо Кортесан датировал атлас «приблизительно 1560 годом», тогда как другие авторы датируют его «приблизительно 1550 годом» .